# 예산 향천사 부도
예산 향천사 부도(禮山 香泉寺 浮屠)는 대한민국 충청남도 예산군 예산읍 향천리에 있는 승탑이다. 1984년 5월 17일 충청남도의 문화재자료 제179호로 지정되었다.

## 개요
부도는 승려의 무덤을 상징하여 그 유골이나 사리를 모셔둔다. 향천사 천불전에서 서쪽으로 약 70m 정도 떨어진 곳에 자리하고 있는 이 2기의 부도는 각각 백제말 이 절을 창건하였던 의각스님의 사리와 조선 임진왜란 당시 승병을 모아 금산전투에 참여하였던 멸운스님의 사리를 모시고 있다.
앞에서 보았을 때 왼쪽으로 보이는 부도는 바닥돌 위로 아래·가운데·위의 세 부분으로 이루어진 기단(基壇)을 쌓고, 둥그스름한 탑신(塔身)의 몸돌을 올린 후 지붕돌을 얹은 구조로, 8각의 평면을 기본으로 하고 있다. 아래받침돌은 여덟면의 모서리와 가운데마다 구슬을 이어놓은 듯한 기둥 모양을 새긴 후 그 안에 무늬를 두었으며, 윗면에는 연꽃무늬를 둘러 새겼다. 가운데받침돌은 여덟 모서리에 기둥을 본 떠 새기고 각 면마다 불교의 법을 수호하는 신들의 모습을 조각하였다. 윗받침돌에는 아래받침돌과 대칭되는 연꽃을 새겨 장식해 두었다. 위로 들려있는 지붕돌은 밑면에 일반가옥에서 보이던 서까래를 가지런히 표현하였고, 윗면의 여덟모서리마다 조각을 돌출되게 새겨 아름답게 꾸며 놓았다. 꼭대기에는 둥근 돌 위로 지붕모양을 한 머리장식이 놓여 있는데, 역시 조각을 두어 꾸미었다.
오른쪽의 부도는 바닥돌 위로, 8각 기단을 두고 종모양을 한 길쭉한 탑신의 몸돌을 올린 후 지붕돌을 얹은 모습이다. 기단은 2단으로 이루어져 아래에는 면마다 2개씩의 액자모양을 움푹하게 새기고, 윗단에는 연꽃무늬를 둘렀다. 지붕돌은 밑면에 서까래를 본 떠 새기고, 윗면의 여덟 모서리마다 돌출된 조각을 두어 화려하게 장식하였다. 꼭대기에는 낮은 받침돌 위로 꽃봉오리 모양을 한 머리장식을 올려 놓았다.

## 참고 문헌
- 향천사부도 - 국가유산청 국가유산포털